# Disastro ferroviario di Peraliya

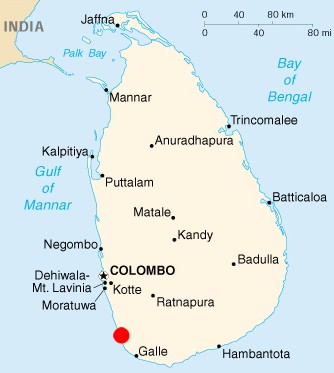
Il luogo del disastro

Il disastro ferroviario di Peraliya, conosciuto anche come disastro della Regina del Mare, è stato l'incidente ferroviario più grave per numero di vittime nella storia, con probabilmente più di 1.700 morti.
Il disastro avvenne domenica 26 dicembre 2004, quando un treno molto affollato che viaggiava sulla ferrovia costiera venne colpito da un maremoto nei pressi del villaggio di Peraliya, nel Distretto di Galle della Provincia Meridionale dello Sri Lanka, a seguito del maremoto dell'Oceano Indiano del 2004.

## Il treno
Il treno espresso n°50 - Ruhunu Kumari, cioè "la Regina del Mare", è un treno espresso che collega le città di Colombo e Matara, nello Sri Lanka. Il percorso corre lungo la costa sud-occidentale dello Sri Lanka e nei pressi di Telwatta a circa 200 metri dal mare. Domenica 26 dicembre 2004, durante le vacanze di Natale e la festività buddhista della luna piena, il treno partì dalla stazione Fort di Colombo appena dopo le 6:50 con oltre 1.500 passeggeri paganti e un numero imprecisato di non paganti.
Il treno era trainato dal locomotore #591 Manitoba, uno Sri Lanka Railways classe M2a costruito nel 1956 dalla General Motors Diesel del Canada come modello G12.

## Il tentativo di fermare il treno
Quando i primi allarmi per il maremoto arrivarono all'ufficio ferroviario di Maradana, gli addetti furono in grado di fermare 8 treni che stavano al momento viaggiando lungo la ferrovia costiera, ma non furono in grado di contattare la "Ruhunu Kumari". In particolare, i tentativi di fermare il treno ad Ambalangoda furono vani perché tutto il personale di quella stazione si trovava all'esterno per assistere il convoglio ferroviario e nessuno era presente nell'edificio per rispondere al telefono fino a quando non partì il treno. Gli ulteriori tentativi di raggiungere il personale presso le stazioni più a sud non ebbero successo, in quanto già fuggiti o uccisi dall'onda del maremoto.

## Dinamica
Alle 9:30 ora locale, nel villaggio di Peraliya vicino a Telwatta, arrivò sulla spiaggia la prima delle gigantesche onde sollevate dal terremoto. Il treno si fermò non appena l'acqua iniziò a circondare il convoglio. Centinaia di abitanti, credendo che il treno sui binari fosse un luogo sicuro dove ripararsi, salirono sulla parte superiore delle vetture per evitare di essere spazzati via dal maremoto. Altre persone si rifugiarono dietro la stazione di Telwatta, sperando che l'edificio li avrebbe protetti dalla forza dell'acqua. La prima ondata invase le carrozze e causò il panico tra i passeggeri. Dieci minuti più tardi una grande ondata impattò il treno che venne fracassato contro gli alberi e le case che fiancheggiavano la ferrovia, schiacciando chi cercava riparo dietro di esso. Le otto carrozze del treno erano così piene di gente che le porte non poterono essere aperte mentre venivano riempite dall'acqua, causando l'annegamento di quasi tutti i passeggeri a bordo, dal momento che l'acqua del mare è passata molte volte sopra i rottami del treno. I passeggeri che si trovavano sul tetto delle carrozze strappate via dalla potenza del mare furono gettati via e la maggior parte di loro morì annegata o schiacciata da detriti. La locomotiva # 591 Manitoba fu sollevata e trasportata a 100 metri di distanza, fermandosi in una palude (entrambi i macchinisti, Fernando Janaka e l'assistente Sivaloganathan, morirono sul posto). In base alle osservazioni della linea di costa e delle tracce lasciate sugli edifici, si stima che l'alta marea provocata dal maremoto arrivò ad essere tra i 7,5 e i 9 metri sul livello del mare medio e quindi tra i 2 e 3 metri più in alto rispetto alla parte superiore del treno.

## Vittime
A causa della vastità della devastazione, le autorità locali non furono in grado di far fronte al disastro ferroviario, dal momento che i servizi di emergenza e le forze armate furono totalmente sopraffatti e non furono in grado di organizzare soccorsi immediati. Infatti, per diverse ore le autorità dello Sri Lanka non avevano idea di dove fosse il treno, fino a quando non fu avvistato da un elicottero del primo ministro Mahinda Rajapaksa intorno alle ore 16:00. Anche i servizi di emergenza locali risultarono distrutti e passò un lungo periodo di tempo prima dell'arrivo degli aiuti, tanto che decine di persone gravemente ferite morirono tra i rottami durante il giorno, mentre molti corpi non furono recuperati per oltre una settimana. Alcune famiglie delle vittime giunsero sulla zona per ritrovare da sé i propri parenti scomparsi.
Secondo le autorità srilankesi solo 150 persone circa a bordo del treno riuscirono a sopravvivere. Il numero delle vittime stimato fu di almeno 1.700 morti fino probabilmente oltre 2.000, anche se furono rinvenuti solo circa 900 corpi, poiché molti altri furono spazzati via dal mare o recuperati direttamente dalle famiglie. Anche la cittadina di Peraliya venne distrutta e centinaia furono le vittime. Oltre 200 corpi recuperati non furono identificati né reclamati e vennero sepolti tre giorni dopo in una cerimonia funebre buddhista nei pressi della ferrovia strappata via.

## Ricordo

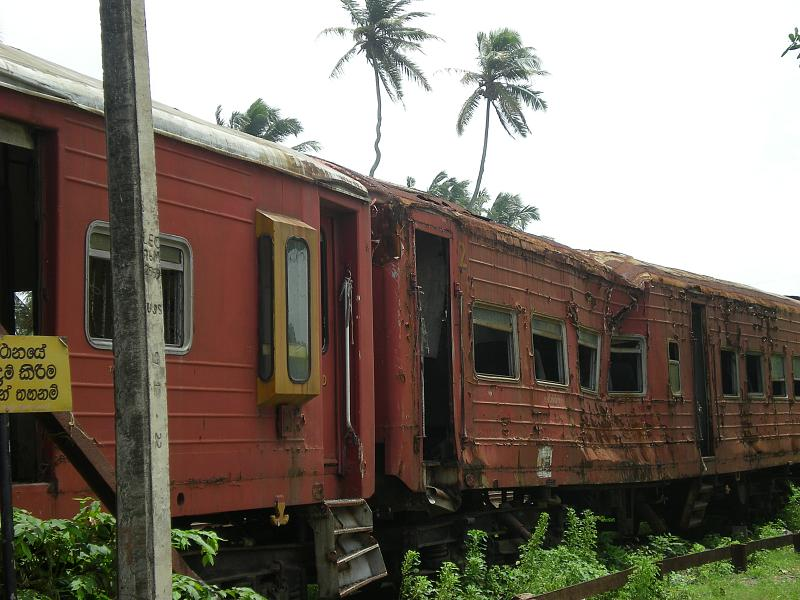
Le carrozze del treno recuperate ed esposte nel 2008

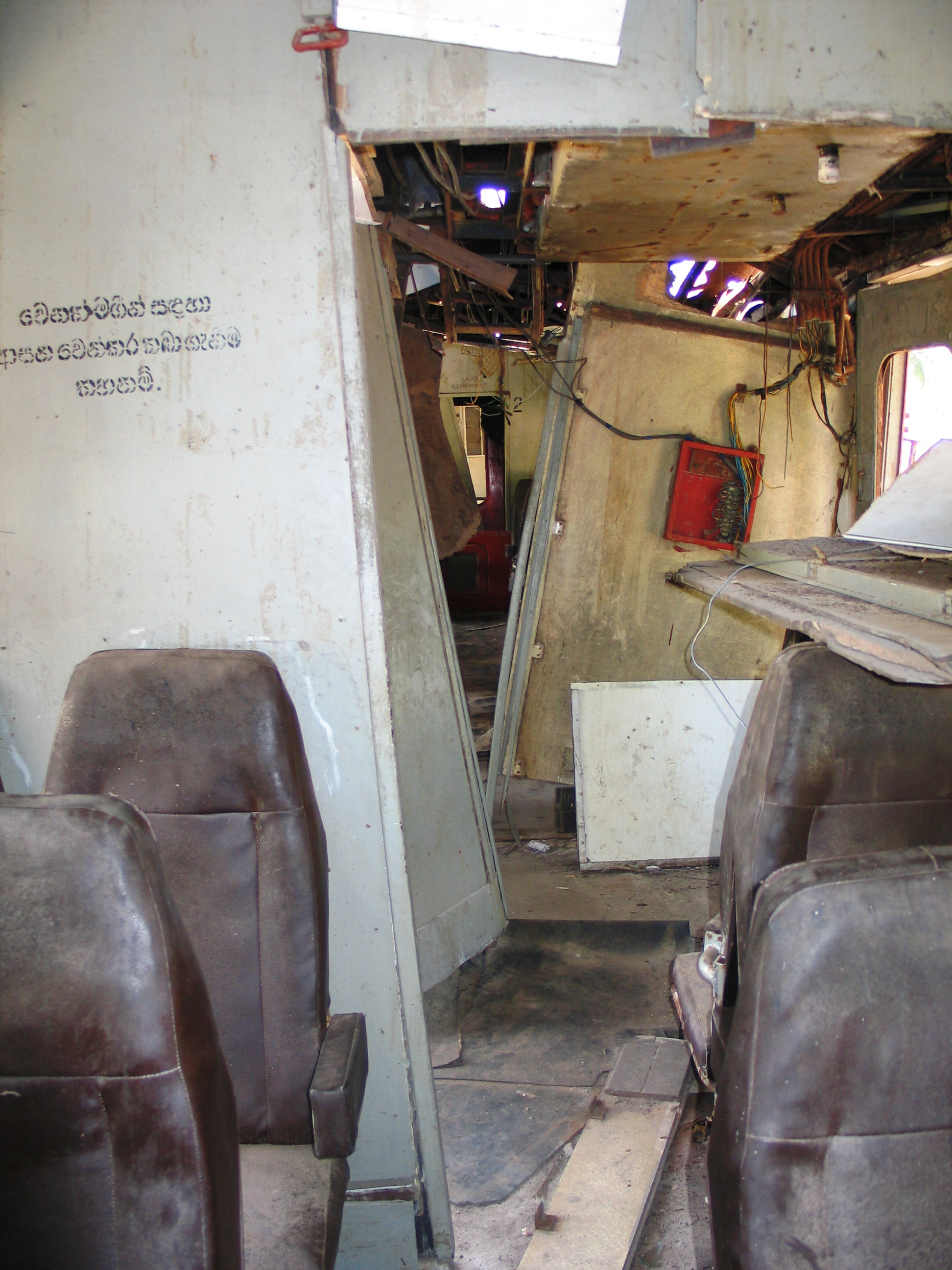
L'interno del treno dopo il disastro

Le prime cerimonie commemorative del disastro si svolsero nella cittadina ricostruita e lungo la ferrovia ripristinata, che è ancora in funzione tra Colombo e Galle, dove lavora ancora W. Karunatilaka, che era a bordo del treno e sopravvisse alla tragedia. Il locomotore #591 Manitoba e due delle carrozze danneggiate vennero recuperate e restaurate: un'onda è stata disegnata sulla locomotiva in memoria. Il convoglio composto dalla locomotiva e dalle due carrozze ritornò sul luogo del disastro a Peraliya il 26 dicembre 2008 e da allora ogni anno per prendere parte alle cerimonie religiose e in memoria che si svolgono per ricordare le vittime